# Liste der Kulturdenkmale in Questenberg (Meißen)
In der Liste der Kulturdenkmale in Questenberg sind die Kulturdenkmale der im Südwesten der Stadt Meißen am linken Ufer der Elbe gelegenen Gemarkung Questenberg verzeichnet, die bis März 2021 vom Landesamt für Denkmalpflege Sachsen erfasst wurden (ohne archäologische Kulturdenkmale). Die Anmerkungen sind zu beachten.
Diese Aufzählung ist eine Teilmenge der Liste der Kulturdenkmale in Meißen.

## Liste der Kulturdenkmale in Questenberg
| Bild | Bezeichnung | Lage                                   | Datierung                                                                 | Beschreibung | ID       |
| ---- | --- | -------------------------------------- | ------------------------------------------------------------------------- | --- | -------- |
|      | Doppelmietshaus in offener Bebauung | Mühlweg 1, 2 (Karte)                   | 1880er Jahre                                                              | Städtebaulich und baugeschichtlich von Bedeutung, zwei straßenbildprägende Gründerzeitbauten | 09266039 |
|      | Wohnhaus in geschlossener Bebauung | Mühlweg 10 (Karte)                     | Bezeichnet mit 1825                                                       | Ländliches Wohnhaus, Segmentbogenportal, sozialgeschichtlich und baugeschichtlich von Bedeutung | 09266014 |
|      | Wohnhaus in geschlossener Bebauung | Mühlweg 11 (Karte)                     | Bezeichnet mit 1825                                                       | Ländliches Wohnhaus, Segmentbogenportal, sozialgeschichtlich und baugeschichtlich von Bedeutung | 09266047 |
|      | Villa mit Stützmauern und parkähnlichem Garten                                                                                               | Questenberger Weg 1 (Karte)            | Ende 19. Jahrhundert                                                      | Städtebaulich und baugeschichtlich von Bedeutung, straßenbildprägende Lage nahe der Talstraße, ein reichverzierter Gründerzeitbau | 09266045 |
|      | Wohnhaus, Scheune und Stützmauer eines Bauernhofes                                                                                           | Questenberger Weg 15 (Karte)           | Bezeichnet mit 1786, spätere Überformung (Bauernhaus); vor 1885 (Scheune) | Sozial-, wirtschafts- und baugeschichtlich von Bedeutung, das Wohnhaus ein Fachwerkbau, zeittypisches ländliches Anwesen | 09266046 |
|      | Wasserwerk | Sonnenleite (Karte)                    | Bezeichnet mit 1926                                                       | Technikgeschichtlich und baugeschichtlich von Bedeutung, ein Bau im Heimatstil | 09266052 |
|      | Villa mit einer Skulptur sowie mit parkähnlichem Garten und Einfriedung, Stützmauer und Pavillon (Teil der Gartenstadt-Siedlung Sonnenleite) | Sonnenleite 3 (Karte)                  | Nach 1900                                                                 | Künstlerisch, städtebaulich, baugeschichtlich und kunstgeschichtlich von Bedeutung, ein malerisch bewegter Bau im frühen Heimatstil mit Zierfachwerk und neoromanischen Elementen, Architekt: William Becker, Teil der Gartenstadt-Siedlung Sonnenleite | 09266061 |
|      | Wohnhauszeile, mit einer Skulptur an Nr. 5, in Hanglage (Teil der Gartenstadt-Siedlung Sonnenleite)                                          | Sonnenleite 5, 7, 9, 11 (Karte)        | 1920er Jahre                                                              | Künstlerisch, städtebaulich und baugeschichtlich von Bedeutung, ein malerisch bewegte Wohnanlage im Heimatstil, Architekt: William Becker, Teil der Gartenstadt-Siedlung Sonnenleite                                                                    | 09266060 |
|      | Wohnhaus in offener Bebauung (Teil der Gartenstadt-Siedlung Sonnenleite)                                                                     | Sonnenleite 8 (Karte)                  | 1920er Jahre                                                              | Städtebaulich und baugeschichtlich von Bedeutung, ein Heimatstilbau, Architekt: William Becker, Teil der Gartenstadt-Siedlung Sonnenleite | 09266062 |
|      | Siedlungshäuser in geschlossener Bebauung mit Einfriedung (Teil der Gartenstadt-Siedlung Sonnenleite)                                        | Sonnenleite 12, 14, 16, 18, 20 (Karte) | Bezeichnet mit 1921                                                       | Künstlerisch, städtebaulich und baugeschichtlich von Bedeutung, ein malerisch bewegte Baugruppe im Heimatstil, Nummer 12 mit Zierfachwerk, Architekt: William Becker, Teil der Gartenstadt-Siedlung Sonnenleite                                         | 09266056 |
|      | Wohnhaus in offener Bebauung, mit Stützmauer (Teil der Gartenstadt-Siedlung Sonnenleite)                                                     | Sonnenleite 13 (Karte)                 | 1920er Jahre                                                              | Künstlerisch, städtebaulich und baugeschichtlich von Bedeutung, ein Bau im Heimatstil (verbretterter Fachwerkbau), Architekt: William Becker, Teil der Gartenstadt-Siedlung Sonnenleite                                                                 | 09266058 |
|      | Wohnhaus in offener Bebauung, sowie Stützmauer aus Bruchstein (Teil der Gartenstadt-Siedlung Sonnenleite)                                    | Sonnenleite 21 (Karte)                 | 1920er Jahre                                                              | Städtebaulich und baugeschichtlich von Bedeutung, ein Heimatstilbau mit straßenbildprägendem Giebel, Architekt: William Becker, Teil der Gartenstadt-Siedlung Sonnenleite                                                                               | 09266050 |
|      | Wohnhaus in offener Bebauung (Teil der Gartenstadt-Siedlung Sonnenleite)                                                                     | Sonnenleite 23 (Karte)                 | 1920er Jahre                                                              | Städtebaulich und baugeschichtlich von Bedeutung, ein verbretterter Heimatstilbau, Architekt: William Becker, Teil der Gartenstadt-Siedlung Sonnenleite                                                                                                 | 09266051 |
|      | Mietshaus in offener Bebauung, mit Stützmauern                                                                                               | Talstraße 85 (Karte)                   | Ende 19. Jahrhundert                                                      | Städtebaulich und baugeschichtlich von Bedeutung, ein Gründerzeithaus | 09266042 |
|      | Mietvilla mit Stützmauern | Talstraße 86 (Karte)                   | Ende 19. Jahrhundert                                                      | Künstlerisch, städtebaulich und baugeschichtlich von Bedeutung, ein Gründerzeitbau mit seitlicher Veranda | 09266043 |

## Tabellenlegende
- Bild: Bild des Kulturdenkmals, ggf. zusätzlich mit einem Link zu weiteren Fotos des Kulturdenkmals im Medienarchiv Wikimedia Commons. Wenn man auf das Kamerasymbol klickt, können Fotos zu Kulturdenkmalen aus dieser Liste hochgeladen werden:
- Bezeichnung: Denkmalgeschützte Objekte und ggf. Bauwerksname des Kulturdenkmals
- Lage: Straßenname und Hausnummer oder Flurstücknummer des Kulturdenkmals. Die Grundsortierung der Liste erfolgt nach dieser Adresse. Der Link (Karte) führt zu verschiedenen Kartendiensten mit der Position des Kulturdenkmals. Fehlt dieser Link, wurden die Koordinaten noch nicht eingetragen. Sind diese bekannt, können sie über ein Tool mit einer Kartenansicht einfach nachgetragen werden. In dieser Kartenansicht sind Kulturdenkmale ohne Koordinaten mit einem roten bzw. orangen Marker dargestellt und können durch Verschieben auf die richtige Position in der Karte mit Koordinaten versehen werden. Kulturdenkmale ohne Bild sind an einem blauen bzw. roten Marker erkennbar.
- Datierung: Baubeginn, Fertigstellung, Datum der Erstnennung oder grobe zeitliche Einordnung entsprechend des Eintrags in der sächsischen Denkmaldatenbank
- Beschreibung: Kurzcharakteristik des Kulturdenkmals entsprechend des Eintrags in der sächsischen Denkmaldatenbank, ggf. ergänzt durch die dort nur selten veröffentlichten Erfassungstexte oder zusätzliche Informationen
- ID: Vom Landesamt für Denkmalpflege Sachsen vergebene, das Kulturdenkmal eindeutig identifizierende Objekt-Nummer. Der Link führt zum PDF-Denkmaldokument des Landesamtes für Denkmalpflege Sachsen. Bei ehemaligen Kulturdenkmalen können die Objektnummern unbekannt sein und deshalb fehlen bzw. die Links von aus der Datenbank entfernten Objektnummern ins Leere führen. Ein ggf. vorhandenes Icon  führt zu den Angaben des Kulturdenkmals bei Wikidata.